# Клинган, Донован
Донован Джон Клинган (англ. Donovan John Clingan; род. 23 февраля 2004, Бристол) — американский профессиональный баскетболист клуба НБА «Портленд Трэйл Блэйзерс». Он играл за студенческую баскетбольную команду «Коннектикут Хаскис», выиграв два национальных чемпионата подряд с 2023 по 2024 года.

## Ранние годы и карьера в школе
Клинган вырос в Бристоле, штат Коннектикут, и учился в средней школе Бристол Централ, где привёл команду к чемпионству второго дивизиона Межшкольной спортивной конференции Коннектикута в 2022 году. Он в среднем набирал 27,3 очка, делал 17,2 подбора и 5,8 блок-шота за игру и был назван игроком года по версии Connecticut Gatorade. Позже Клинган повторно стал игроком года по версии Connecticut Gatorade, набрав в среднем 30,3 очка, 18,4 подбора и 6,2 блок-шота за игру в течение своего последнего сезона. 2 июля 2021 года он взял на себя обязательство играть за «Коннектикут», отклонив предложения от «Мичигана», «Мичиган Стэйт», «Огайо Стэйт», «Джорджтауна», «Сиракьюса», «Провиденса» и «Ратгерса».

## Карьера в колледже
Клинган начал свой первый сезон за «Коннектикут» в качестве замены Адамы Саного. Он был включен в сборную новичков конференции Big East в конце регулярного сезона. Клинган набрал 4 очка, 3 подбора, блок и 2 перехвата в победной чемпионской игре 2023 года, когда «Хаскис» выиграли со счетом 76:59. Хотя он считался вероятным выбором на драфте НБА 2023 года, он решил вернуться в «Коннектикут» на свой второй сезон.
Клинган начал свой второй год в качестве стартового центрового «Коннектикута». 20 декабря 2023 года он получил травму стопы в матче против «Сетон Холла». Клинган вернулся 17 января 2024 года, набрав 6 очков и сделав 5 подборов за 16 минут победной игры против «Крейтона» (62:48), занимающего 18-е место.
12 апреля 2024 года Клинган выставил свою кандидатуру на драфт НБА 2024 года, отказавшись от оставшегося права на поступление в колледж.

## Профессиональная карьера

### Портленд Трэйл Блэйзерс (2024—настоящее время)
26 июня 2024 года Клинган был выбран под седьмым номером командой «Портленд Трэйл Блэйзерс» на драфте НБА 2024 года. Поскольку его студенческий номер 32 был выведен из обращения командой «Трэйл Блэйзерс» в пользу Билла Уолтона, Клинган выбрал себе номер 23 в качестве игрового номера. 4 июля он подписал контракт с «Портлендом».
23 октября 2024 года Клинган дебютировал в НБА в проигрышном матче против «Голден Стэйт Уорриорз» (104:140).

## Личная жизнь
Клинган — сын Билла и Стейси Клинган. У него есть младшая сестра Оливия. Мать Клингана, Стейси, также играла в баскетбол за «Бристол Централ», где установила школьные рекорды по подборам и блокам, прежде чем стала играть в студенческий баскетбол за Университет Мэна. Стейси Клинган умерла от рака груди в марте 2018 года. Клинган играл под номером 32, номером своей матери, в «Бристоле» и в «Коннектикуте».

## Статистика

### Статистика в НБА
| Сезон                                                                                    | Команда  | Регулярный сезон | Регулярный сезон | Регулярный сезон | Регулярный сезон | Регулярный сезон | Регулярный сезон | Регулярный сезон | Регулярный сезон | Регулярный сезон | Регулярный сезон | Регулярный сезон | Серия плей-офф | Серия плей-офф | Серия плей-офф | Серия плей-офф | Серия плей-офф | Серия плей-офф | Серия плей-офф | Серия плей-офф | Серия плей-офф | Серия плей-офф | Серия плей-офф |
| Сезон                                                                                    | Команда  | GP               | GS               | MPG              | FG%              | 3P%              | FT%              | RPG              | APG              | SPG              | BPG              | PPG              | GP             | GS             | MPG            | FG%            | 3P%            | FT%            | RPG            | APG            | SPG            | BPG            | PPG            |
| ---------------------------------------------------------------------------------------- | -------- | ---------------- | ---------------- | ---------------- | ---------------- | ---------------- | ---------------- | ---------------- | ---------------- | ---------------- | ---------------- | ---------------- | -------------- | -------------- | -------------- | -------------- | -------------- | -------------- | -------------- | -------------- | -------------- | -------------- | -------------- |
| 2024/25                                                                                  | Портленд | 67               | 37               | 19,8             | 53,9             | 28,6             | 59,6             | 7,9              | 1,1              | 0,5              | 1,6              | 6,5              | Не участвовал  | Не участвовал  | Не участвовал  | Не участвовал  | Не участвовал  | Не участвовал  | Не участвовал  | Не участвовал  | Не участвовал  | Не участвовал  | Не участвовал  |
|                                                                                          | Всего    | 67               | 37               | 19,8             | 53,9             | 28,6             | 59,6             | 7,9              | 1,1              | 0,5              | 1,6              | 6,5              | Не участвовал  | Не участвовал  | Не участвовал  | Не участвовал  | Не участвовал  | Не участвовал  | Не участвовал  | Не участвовал  | Не участвовал  | Не участвовал  | Не участвовал  |
| Наведите курсор мыши на аббревиатуры в заголовке таблицы, чтобы прочесть их расшифровку. |          |                  |                  |                  |                  |                  |                  |                  |                  |                  |                  |                  |                |                |                |                |                |                |                |                |                |                |                |

### Статистика в NCAA
| Сезон | Команда     | Conf     | Class | GP | GS | MPG  | FG%  | 3P%  | FT%  | RPG | APG | SPG | BPG | PPG  |
| --- | ----------- | -------- | ----- | -- | -- | ---- | ---- | ---- | ---- | --- | --- | --- | --- | ---- |
| 2022/23 | Коннектикут | Big East | FR    | 39 | 0  | 13,1 | 65,5 | 0,0  | 51,7 | 5,6 | 0,5 | 0,4 | 1,8 | 6,9  |
| 2023/24 | Коннектикут | Big East | SO    | 35 | 33 | 22,5 | 63,9 | 25,0 | 58,3 | 7,4 | 1,5 | 0,5 | 2,5 | 13,0 |
| Всего | Всего       | Всего    | Всего | 74 | 33 | 17,6 | 64,5 | 22,2 | 55,8 | 6,4 | 1,0 | 0,5 | 2,1 | 9,8  |
| Наведите курсор мыши на аббревиатуры в заголовке таблицы, чтобы прочесть их расшифровку Статистика приведена с сайта sports-reference.com |             |          |       |    |    |      |      |      |      |     |     |     |     |      |